# Kávová omáčka
Kávová omáčka je označení pro omáčku vyrobenou z kávy. Používá se například v americké kuchyni nebo v kuchyni Svatého Tomáše a Princova ostrova. 
Kávová omáčka se často vyrábí z instantní kávy. Obvykle bývá sladká a podává se ke sladkým pokrmům, jako jsou dorty, jedlé kaštany, zmrzlina, palačinky, pudink, suflé, batáty nebo vafle. Existuje ale i slaná verze, která se podává například ke steakům nebo k lososovi. Na Svatém Tomáši a Princově ostrově je specialitou kuře s kávovou omáčkou.
Firma Ahh!Gourmet začala kávovou omáčku vyrábět průmyslově.

## Ingredience
Na výrobu omáčky se kromě kávy také používá sladidlo (nejčastěji sirup nebo javorový sirup) nebo mléko. Někdy se používají například vejce, šlehačka nebo whiskey.